# Chunerpeton
Chunerpeton es un género extinto representado por una única especie de anfibio caudado del grupo Cryptobranchidae que vivió a mediados del período Jurásico (en lo que hoy es China y Mongolia), siendo el representante de las salamandras modernas (Urodela) más antiguo del que se tengan registros. El descubrimiento de Chunerpeton provee evidencias sobre la hipótesis respecto a que la divergencia de los grupos Cryptobranchidae e Hynobiidae tuvo lugar en Asia antes del Jurásico Medio La extensión de especies del grupo Cryptobranchidae a Norteamérica se explicaría por la posterior formación de un puente de tierra. Por otra parte, las especies del grupo Hynobiidae (comúnmente conocidas como salamandras asiáticas) se habrían extendido desde Asia hacia a Europa quedando para el Holoceno restringidas a ese rango. 